# 안드라스 존스
안드라스 존스(Andras Jones, 1968년 8월 12일 ~ )는 미국의 배우, 작곡가 겸 작사가, 텔레비전 배우이다.
샌타크루즈에서 태어났다.

## 영화
- 애틱 엑스피디션 (2001년) - 트레버 블랙번 역
- 데몰리션니스트 (1995년)
- 트립와이어 (1989년) - 릭 역
- 유혹 (1989년)
- AFT의 학살 (1989년)
- 여학생 기숙사 (1988년) - 캘빈 역
- 나이트메어 4 - 꿈의 지배자 (1988년)